# 首領の女
首領の女（ドンのおんな）は、2001年発売の日本のオリジナルビデオ。中島宏海主演、OZAWA原案、辻裕之監督。全3作。本作で中島宏海が第1回DVシネマ大賞 最優秀主演女優賞。

## 概要
坂口組藤堂組四代目桐野組組長 桐野武弘（渡辺裕之）が八栖会幹部 浜田和美（小沢和義）による銃弾に倒れたことから、華道家・後藤忍（中島宏海）は極道への道に足を踏み入れていく・・・。

## キャスト
- 後藤忍（華道家→五代目桐野組姐）：中島宏海
- 桐野貴之（四代目桐野組組長の実弟、大泉正男議員の秘書）：川野太郎
- 議員 大泉正男：山之内幸夫（1）
- クラブのママ 田村美由紀（梶山組田村の妻）：高沢順子
- 八栖会 会長：？（1）
- 八栖会若頭 三上：森羅万象（1）
- 八栖会幹部 浜田和美（浜田組組長の実子）：小沢和義（1）
- 八栖会組員：伊藤勝利（1）
- 八栖会組員 金村洋文（ヒットマン）：本宮泰風
- 浜田組組長：伊藤秀裕（1）
- 坂口組若頭補佐 藤堂組組長 藤堂康明：志賀勝
- 坂口組藤堂組若頭 川島健二：菅田俊
- 坂口組藤堂組若頭補佐 三品繁：山田辰夫（1）
- 坂口組藤堂組幹部 森田啓三：山本竜二
- 坂口組梶山組若頭補佐 田村浩市：遠藤憲一
- 坂口組藤堂組四代目桐野組組長 桐野武弘：渡辺裕之（1）
- 坂口組藤堂組四代目桐野組若頭 朽木秀治：小沢仁志
- 坂口組藤堂組桐野組若頭補佐 根岸利孝：水上竜士
- 坂口組藤堂組桐野組幹部 飯塚幸二：奥野敦士（1）
- 坂口組藤堂組桐野組幹部 勝浦豊：金山一彦
- 坂口組藤堂組桐野組若衆 大橋慎吾：土平ドンペイ
- 坂口組藤堂組桐野組若衆 国分：水澤慎二
- 坂口組藤堂組桐野組若衆 菊地保：鈴木隆二郎
- 坂口組藤堂組桐野組若衆 水島：西田真吾
- 坂口組藤堂組桐野組若衆 杉原良範：大西武志（2・3）
- 山口真紀：宮前希依
- 南淀川警察署 刑事 鈴木：塩山義高（2・3）
- 南淀川警察署 刑事 結城：羽村英（2・3）
- 元・坂口組藤堂組三品組幹部 安永嘉勝：崎山凛（2）
- 坂口組藤堂組五代目桐野組若衆 安田紀一：岡田圓（3）
- 坂口組梶山組組員：森本武晴（3）
- 梶山組田村の愛人：麻宮淳子（3）
- 上杉連合（桐野組勝浦と兄弟分）：森永健司（3）
- 上杉連合：吉川秀樹（3）
- 坂口組藤堂組二代目三品組組員：木村木（3）

## スタッフ
- 監督：辻裕之
- 製作：中島仁
- 原案：OZAWA
- 企画：小野誠一・松島富士雄
- プロデューサー：前田茂司
- 音楽：奥野敦士
- 脚本：江良至[1]
- 撮影監督：佐藤和人（J.S.C）（1・2）
- 撮影：境哲也（J.S.C）（3）
- 照明：斎藤志伸（3）
- 美術：橋本千春（1）塩田仁・橋本千春（2・3）
- 録音：沼田和夫
- 編集：金子尚樹
- 音響効果：柴崎憲治（1）丹雄二（2・3）
- キャスティング：富田敏家（1）綿引近人（2）
- 助監督：山村淳史
- 制作担当：山邊博文（1）坂井正徳（2・3）
- 監督助手：遠藤健一・吉田直樹（1）遠藤健一・北村翼・坂井高明（3）
- 宣伝担当：崎本志穂（1）崎本志穂・山本ありさ・山田咲子（2・3）
- 企画協力：中田知希・山田浩貴（1）河本康文・阪井純（2）賀喜正俊・鶴元孔丈（3）
- CA：常別富公理（1）定別當公理（2）岩澤紳二郎（3）
- VE：小早川佳之（1）三浦健二（2・3）
- 小道具：武川真由美（1）
- 衣裳：富田弘（1）宮田弘子（2）宮田弘子・亀田尚美（3）
- ヘアーメイク：清水美穂（1）水野みゆき（2・3）
- 刺青：田中光司（3）
- ガンエフェクト：武居正純（1）武居正純・吉田宗生（2・3）
- 方言指導：小笠原穀・椿知洋（1）大崎俊也（2・3）
- 暴行始動：OZAWA
- スチール：石川登栂子
- 制作主任：坂井正徳（1）平田幸仁（2）善田真也（3）
- 制作進行：好本篤実（1）猪股和訓・大野聡（2）行平淳二（3）
- 題字：山本英之
- タイトル：道川昭
- EED：緩鹿秀隆（2・3）
- MA：藤沢信介
- 車輌：井上和亮、矢野健司（1）田中雄一・岩田和久（2）加藤久光・広川靖（3）
- 衣裳協力：愛ZECRA、株式会社一珠、GIOVE GIUNOE、cosmic ray、DINO ITALY、撫松庵、ドゥ・ス・ドゥ
- 刺青協力：彫武、田中光司（彫武一門）、渡辺誠（彫武一門）、西口訓子
- 制作協力：エクセレントフィルム（1）エクセレントフィルム、楽映舎（2・3）
- 制作：ミュージアム・ピクチャーズ
- 製作：ミュージアム（1・2）GPミュージアム（3）

## ソフト
- 首領の女（2002年1月25日）
- 首領の女2（2002年6月25日）
- 首領の女3（2002年11月25日）

## 配信
アマゾンプライムビデオ、ビデオマーケットなどで配信されている。